# Шипицино (Алтайский край)
Шипи́цино — село в Тальменском районе Алтайского края. Входит в состав Ларичихинского сельсовета.

## История
Основано в 1776 году. В 1928 году деревня Шипицина состояла из 169 хозяйств, основное население — русские. В административном отношении являлась центром Шипицинского сельсовета Тальменского района Барнаульского округа Сибирского края.

## Население
| 1926 | 1997 | 1998 | 1999 | 2000 | 2001 |
| ---- | ---- | ---- | ---- | ---- | ---- |
| 780  | ↘228 | ↗280 | ↗285 | ↗290 | ↗295 |
| 2002 | 2003 | 2004 | 2005 | 2006 | 2007 |
| ↗297 | ↘289 | ↗309 | ↗312 | ↘295 | ↗310 |
| 2008 | 2009 | 2010 | 2011 | 2012 | 2013 |
| ↘261 | ↘256 | ↘214 | →214 | ↘200 | ↘195 |

### Национальный состав
Согласно результатам переписи 2002 года, в национальной структуре населения русские составляли 97 %.